# Oenosandra
Oenosandra é um gênero de traça pertencente à família Arctiidae.